# Petrohrad
Petrohrad (rusky Санкт-Петербург  [sankt pʲɪtʲɪrˈburk], v českém přepisu Sankt-Petěrburg, rusky hovorově zkracováno na Питер – Pitěr) je, s populací čítající přes 5 milionů obyvatel, druhým největším městem Ruska. Leží v severozápadní části Ruska, při ústí řeky Něvy, ve Finském zálivu (ten je součástí Baltského moře). Z velkých měst (nad milión obyvatel) je to nejseverněji položené město na světě.
Je součástí Severozápadního federálního okruhu. Má status federálního města Ruské federace, společně s hlavním městem Moskvou a Sevastopolem. Společně s Moskvou je dodnes kulturním střediskem celostátního významu, zapsaným od roku 1990 do seznamu Světového dědictví mezinárodní organizace UNESCO. Je také jedním z nejdůležitějších ruských přístavů.

## Název
Město bylo založené v roce 1703 na Zaječím ostrově Petrem Velikým po vítězné severní válce. Z počátku Rusové založili Petropavlovskou pevnost, jako hlavní opěrný bod. Nové město dostalo název Sankt-Pitěr-Burch (Санкт-Питер-Бурх) vznikl podle nizozemského Sankt-Pieterburchu. Car Petr I. Veliký byl ovlivněn pobytem v Nizozemsku, přitom pojmenoval nové město po svém patronovi, apoštolu Petrovi, nikoliv po sobě samém. V průběhu let se však ujal název Sankt-Petěrburg (německy Sankt Petersburg, avšak v poruštěné podobě).
Během první světové války, kdy stálo Rusko proti Německu a Rakousku-Uhersku, byl oficiální název města v roce 1914 změněn z německy znějícího názvu na Petrograd (Петроград). Po smrti Vladimira Iljiče Lenina bylo 26. ledna 1924 město přejmenováno na Leningrad (Ленинград).
Ještě před rozpadem Sovětského svazu byl na základě místního referenda v létě 1991 městu vrácen jeho dřívější oficiální název, Sankt-Petěrburg (rusky Са́нкт-Петербу́рг  [sankt pʲɪtʲɪrˈburk]). Jeho obyvatelé používají často hovorového názvu Pitěr (Питер).
České exonymum Petrohrad nepochází z období 1914–1924, jak se někdy mylně uvádí. Svůj původ má nejspíše v Jungmannově Slovníku česko-německém z roku 1837, kde je uveden ekvivalent německého výrazu Petersburg, označující „město hlavní v Rusích“, česky Petrohrad, popřípadě Petrov (a bylo doporučeno užívat první variantu). Jde pravděpodobně o obrozenecký kalk z němčiny.

## Historie

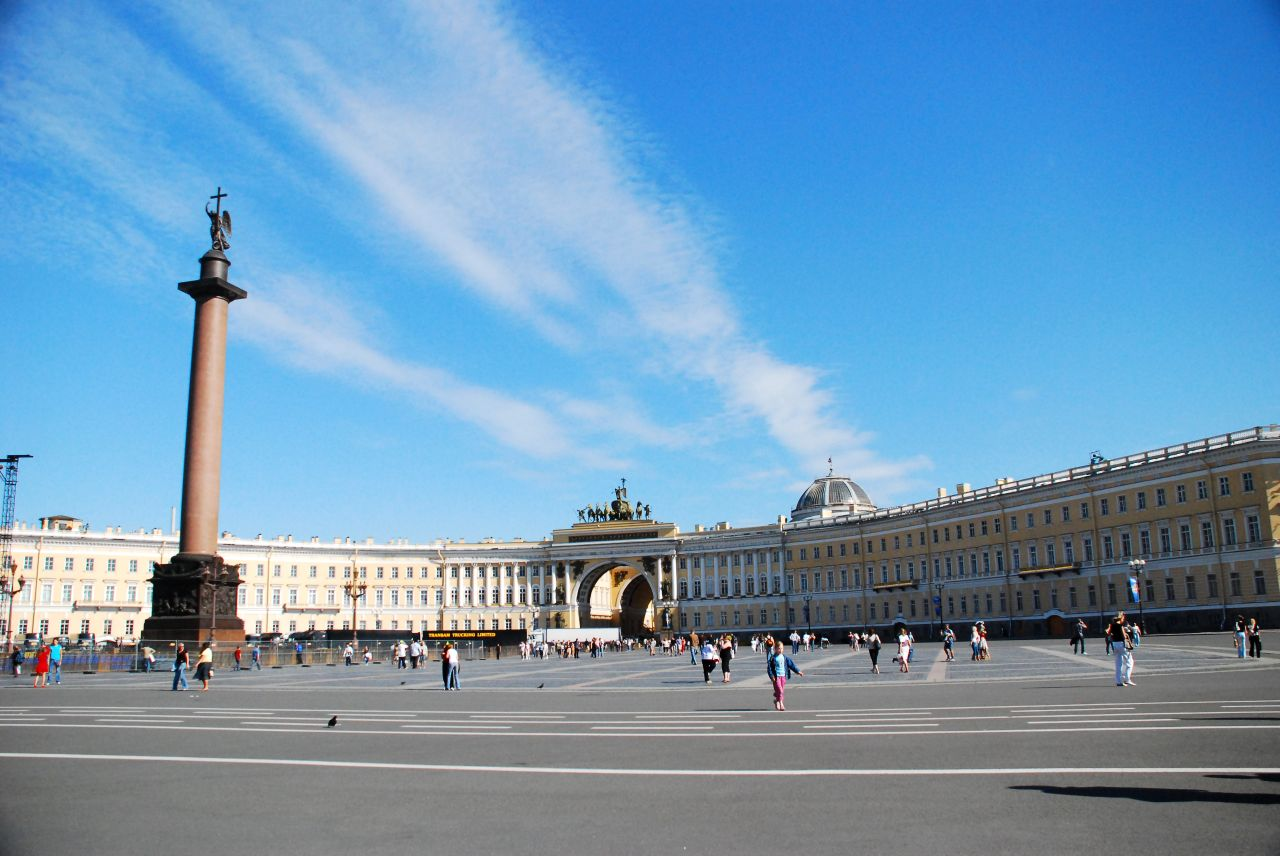
Palácové náměstí

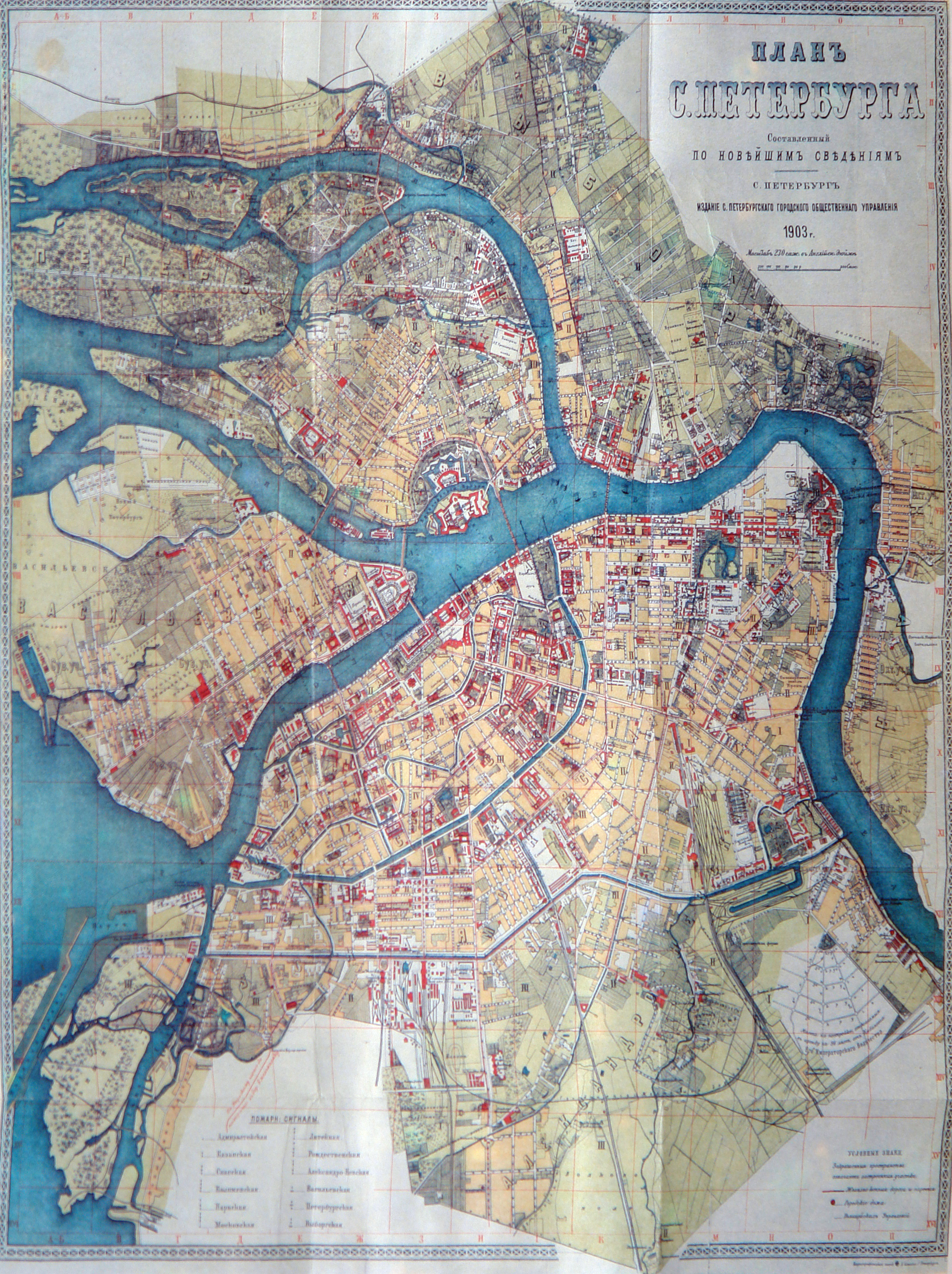
Petrohrad, 1903

Ještě před začátkem historie Petrohradu se v přilehlé vzdálenosti Zaječího ostrova na řece Něvě nacházela švédská pevnost Nyenskans, obydlená domorodými ingrijskými Finy. Z ní Švédové ovládali celou Ingrii a Karelskou šíji. Po porážce Švédů byla pevnost stržená. Město Petrohrad bylo založené Petrem Velikým v květnu 1703 na Zaječím ostrově, kde byly položené základy Petropavlovské pevnosti, od níž se datuje začátek města Petrohrad, po vítězné severní válce proti Švédsku. Většinu prací odvedli finští rolníci odvlečení během války do ruského nevolnictví.
Nové centrum sídelního města Petr Veliký vybudoval na přilehlých močálech, které nechal vysušit, na více než 40 ostrovech, dnes spojených 300 mosty. Mělo být oknem do Evropy. V roce 1712 se stalo hlavním městem Ruského carství, poté Ruského impéria. Toto postavení si udrželo, kromě let 1728–1732, až do vzniku Sovětského svazu začátkem 20. století.
V roce 1716 jmenoval Petr Veliký hlavním architektem města francouzského architekta Jean-Baptista Alexandra Le Blonda. Na vzhledu města má zásluhu i švýcarsko-italský architekt Domenico Trezzini, který dal vzniknout tzv. „Petrovskému baroku“, a také italský architekt Bartolomeo Rastrelli. Byly postaveny další významné stavby, jako Chrám svatého Petra a Pavla, Palác Menšikov, Kunstkamera či Dvenadcať Kollegij, které se staly dominantami v centrální architektuře města.
Roku 1724 bylo založeno sídlo Akademie věd, Petrohradské univerzity a Akademického gymnázia. V 60. letech 18. století vystřídala baroko architektura klasicistní. Za vlády Kateřiny Veliké (1762–1796) se město rozvíjelo, byla postavena Ermitáž, břehy řeky Něvy byly olemovány žulovými náspy.
Na památku vítězství nad Napoleonem (1812) byl postaven Alexandrův sloup a Narvská brána. Ve 40. letech 19. století klasicistní architektura ustupuje romantismu. Po průmyslové revoluci Petrohrad překonal Moskvu, v růstu populace i průmyslovém rozvoji, a rozvinul se v jedno z největších průmyslových měst Evropy, s říčním a námořním přístavem, s velkou námořní základnou.
Dne 15. května 1917 přijel do Petrohradu T. G. Masaryk. Jako předseda Československé národní rady tam osobně budoval československé legionářské vojsko, a to až do 7. března 1918. V září a říjnu 1917 obsadila německá vojska západoestonské souostroví, a Petrohrad bombardovala.
7. listopadu 1917 (25. října podle juliánského kalendáře, který tehdy v zemi platil) výstřelem z křižníku Aurora začal ozbrojený převrat – Říjnová revoluce. Ta zásadně změnila dějiny nejen Ruska, ale celého světa 20. století. Aurora byla dříve nasazena v rusko-japonské válce, v první světové válce operovala v Baltském moři, poté sloužila jako výcviková loď. Během druhé světové války byla poškozena a potopena, po válce byla (v letech 1945–1947) opravena, a od roku 1957 slouží jako petrohradské muzeum.
Bolševici, vedení Leninem, zaútočili na Zimní palác. Tato událost, poté známá jako Velká říjnová revoluce, vedla ke konci ruské prozatímní vlády, řídící Rusko po odstoupení cara Mikuláše II. Poté sověti přenesli (12. března 1918) vládu do Moskvy. V říjnu 1919 se generál Nikolaj Judenič pokusil, s Bílou armádou, dobýt město, ale Lev Trockij mobilizoval rudoarmějce a donutil ho k ústupu.

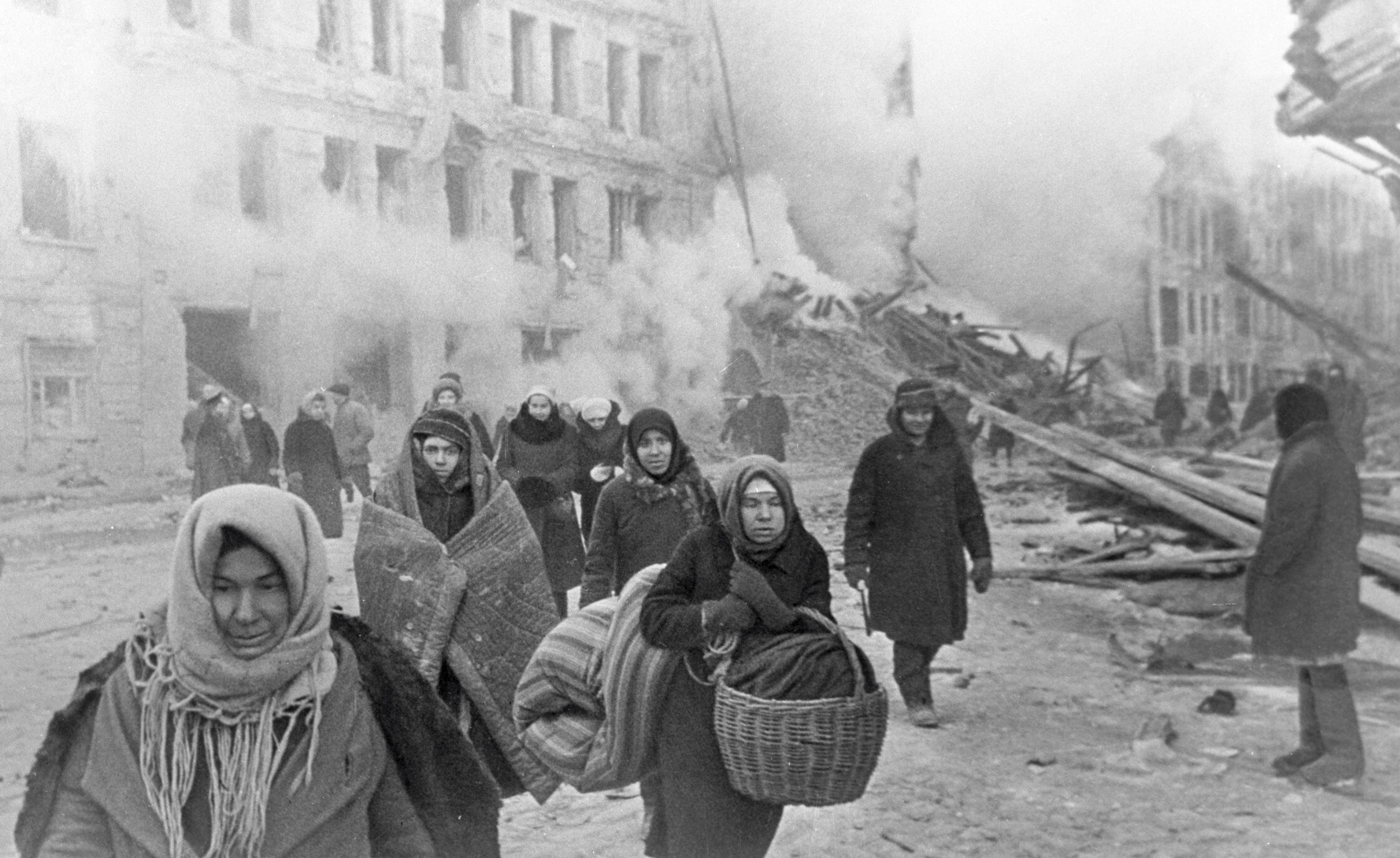
Město během obležení německými vojsky

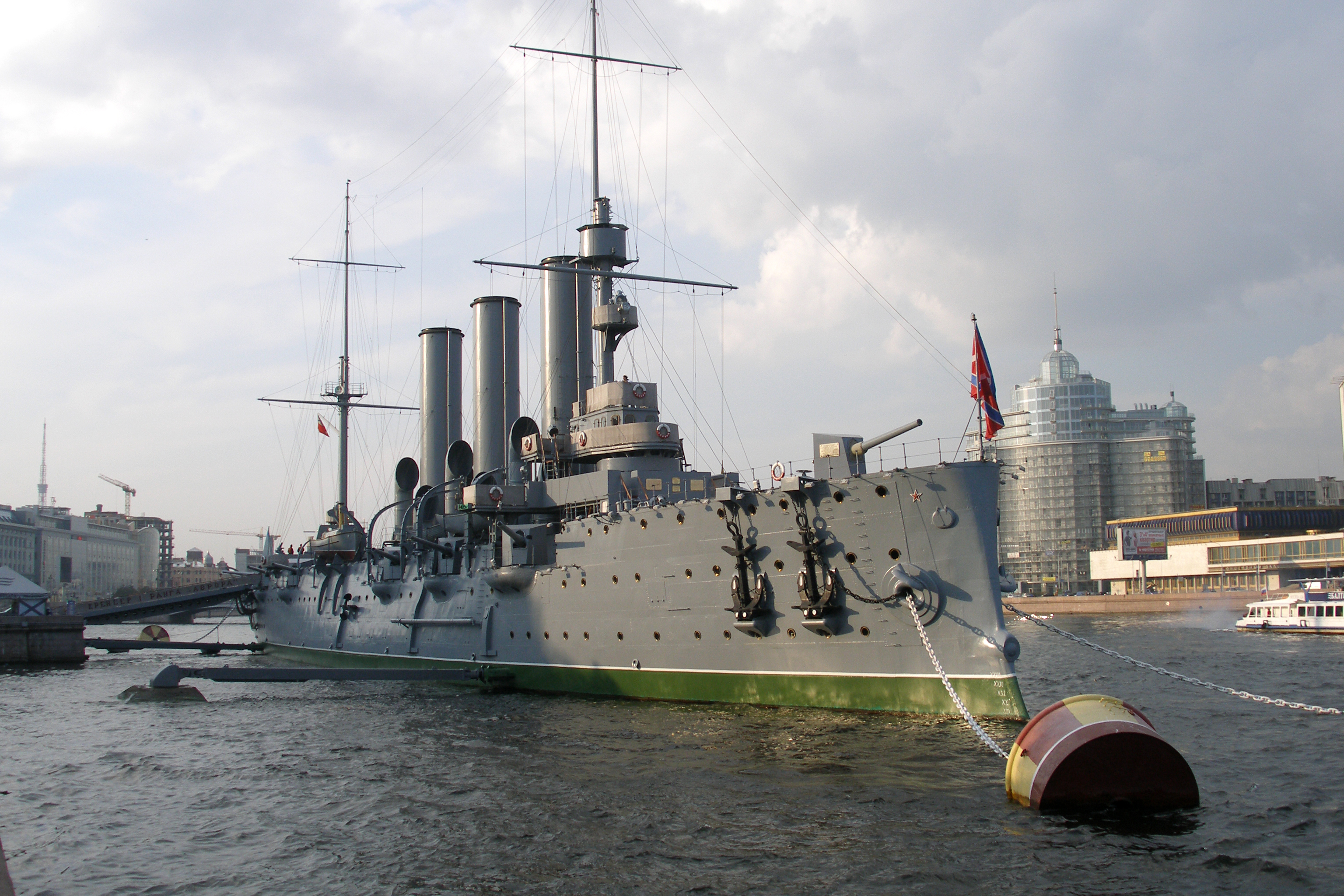
Křižník Aurora

Od září 1941 až do ledna 1944 bylo město v obležení německými vojsky. Na hladomor tehdy zemřelo více než jeden milion civilistů. Obležení města bylo jedním z nejdelších, a s nejtragičtějšími následky, v novodobé historii.
Během Leningradské aféry (1949–1952) bylo ve Stalinem inscenovaném procesu popraveno celé vedení města včetně prvního tajemníka městského výboru VKS(b) Petra Sergejeviče Popkova. Většina (23) tehdejších vůdců byla odsouzena k trestu smrti, dalších 181 putovalo do vězení nebo do vyhnanství.
Metro, které dnes tvoří pět linek, bylo uvedeno do provozu v roce 1955 (s prvními osmi stanicemi). V roce 1995 došlo k zatopení tunelu uprostřed linky Kirovsko-Vyborgskaja, ta byla poté rozdělena (na příštích devět let) do dvou samostatných částí. V dubnu 2017 došlo mezi stanicemi Technologičeskij institut a Sennaja ploščaď k bombovému útoku.
V šedesátých letech 20. století bylo ve městě obnoveno a otevřeno veřejnosti muzeum malíře Ilji Repina.
V roce 1991 se po referendu město navrátilo ke svému původnímu názvu. Původní nebo nové názvy dostalo také 39 ulic, šest mostů, tři stanice metra a šest parků.
V Kateřinském paláci v Carském Selu se od roku 2003 nachází věrná kopie Jantarové komnaty. Ta tam existovala od roku 1716 (téměř dvě stě let), během druhé světové války zmizela.

## Městské symboly

### Znak
Petrohradský znak je tvořen obdélníkovým, červeným štítem o poměru šířky ku výšce 8:9. Na štít jsou položeny dvě stříbrné kotvy (mořská se dvěma a říční se čtyřmi háky), doplněné (přes ně položeným) zlatým žezlem, zakončeným dvouhlavým orlem. Štít je završen imperátorskou korunou, za ním jsou dvě, křížem položená, zlatá žezla, svázaná světlemodrou svatoondřejskou stuhou.

### Vlajka
Petrohradská vlajka je tvořena červeným listem o poměru stran 2:3  nebo 1:2 (poměr 2:3 je vidět častěji. Uprostřed listu jsou dvě zkřížené bílé kotvy (mořská se dvěma a říční se čtyřmi háky), doplněné (přes ně položeným) žlutým žezlem, zakončeným dvouhlavým orlem.

## Památky a pamětihodnosti

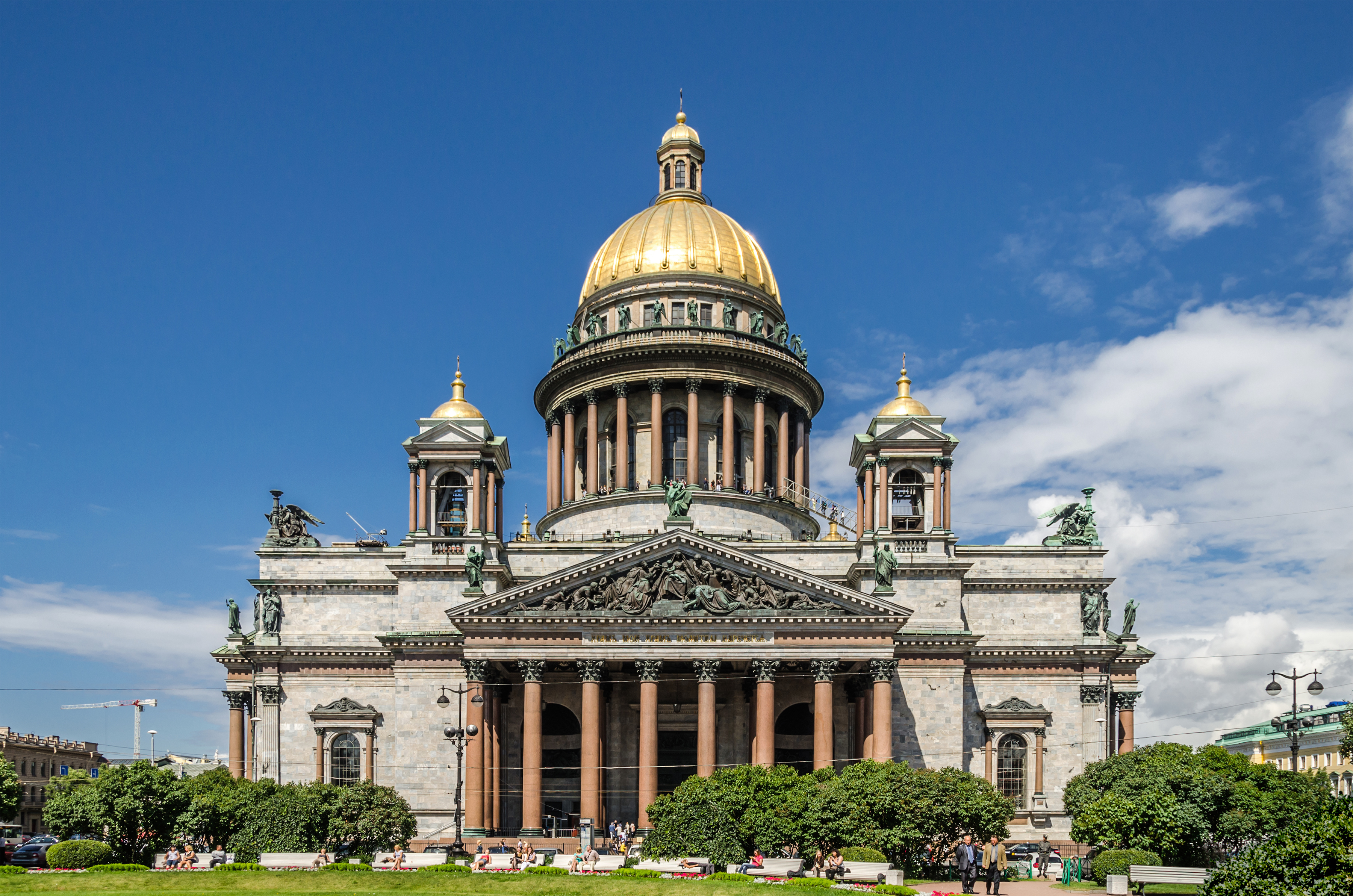
Katedrála sv. Izáka

Petrohrad je městem s mnoha historicky významnými památkami, také se širokými bulváry, parky a pobřežními promenádami, a stále vyzařuje své otevřené, seversky svěží fluidum. Proslulé (a turisticky atraktivní) jsou letní „bílé noci“ - přírodní jev, kdy slunce na pár hodin zapadá za obzor, ale úplná tma nikdy nenastane díky blízkosti polárního kruhu.
Katedrála svatého Izáka (stavělo jí 440 tisíc ??? dělníků 40 let, 1816–1858) měří na výšku 102 metrů. Zlatá kupole je obložena 100 kg čistého zlata. Nabízí výhled na nejkrásnější místa historického centra a uvnitř 14 tisíc míst pro návštěvníky a skvostný pohled na skutečnou symfonii z mramoru, drahokamů a polodrahokamů všech barev.
Tzv. Zimní palác nechala postavit dcera Petra Velikého, Alžběta, ve stylu italského baroka architektem Bartolomeem Rastrellim v bílé a zelené barvě, později doplněného klasicistní přístavbou. Kateřina II. Veliká z budovy učinila roku 1764 galerii Ermitáž a umělecké skvosty pro ni nakupovala v celé Evropě. Počet exponátů přesahuje tři milióny, pouze část je přístupná veřejnosti. Počet obrazů řadí Ermitáž mezi největší obrazárny světa. Trasa skrze všechny sály s exponáty je dlouhá 10 km.
Mezi nejoblíbenější atrakce patří nejstarší stavba v Petrohradu – Petropavlovská pevnost s Katedrálou Petra a Pavla, palác Admirality, který svou věží dominuje městu, Triumfální oblouk jako památka na vítězství nad Napoleonem, žulový monolit – Alexandrův sloup, socha Petra Velikého zvaná Měděný jezdec, Kazaňský chrám, Křižník Aurora, Vasiljevský ostrov, Smolenská katedrála a další.
Nejnavštěvovanějším bulvárem města je 4 km dlouhý Něvský prospekt.

### Paláce a úřední budovy

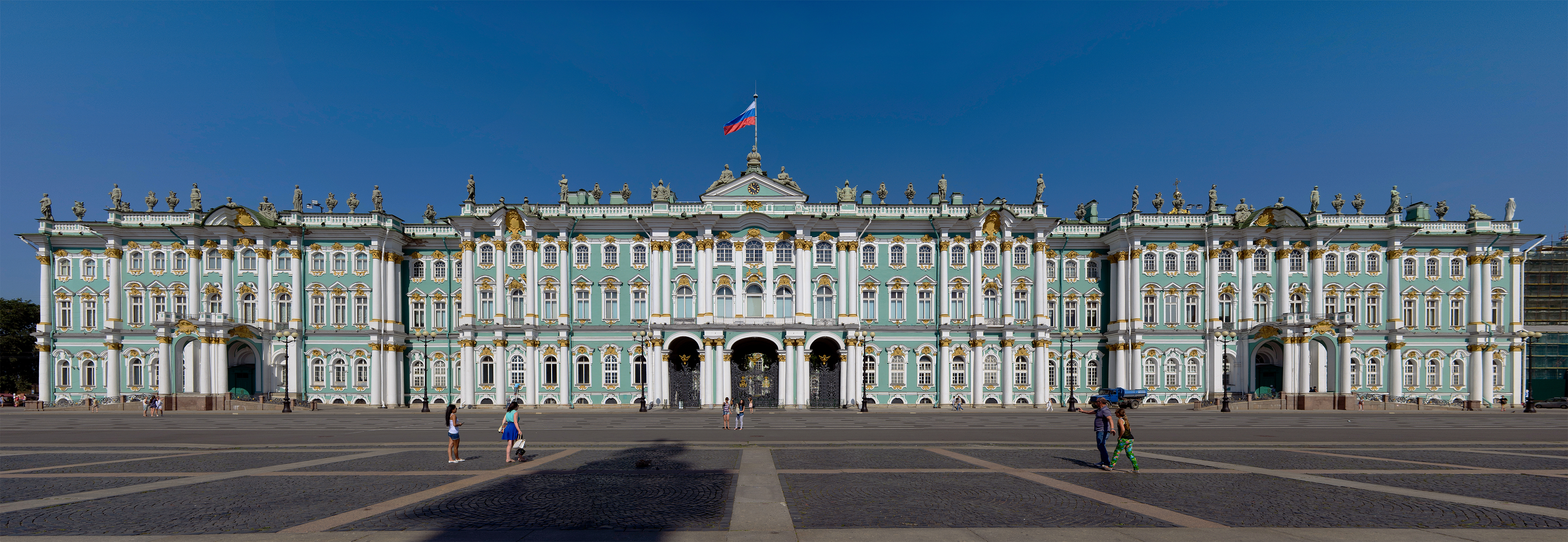
Zimní palác s muzeem Ermitáž, zahrnujícím přes 3 miliony položek, včetně největší kolekce obrazů na světě

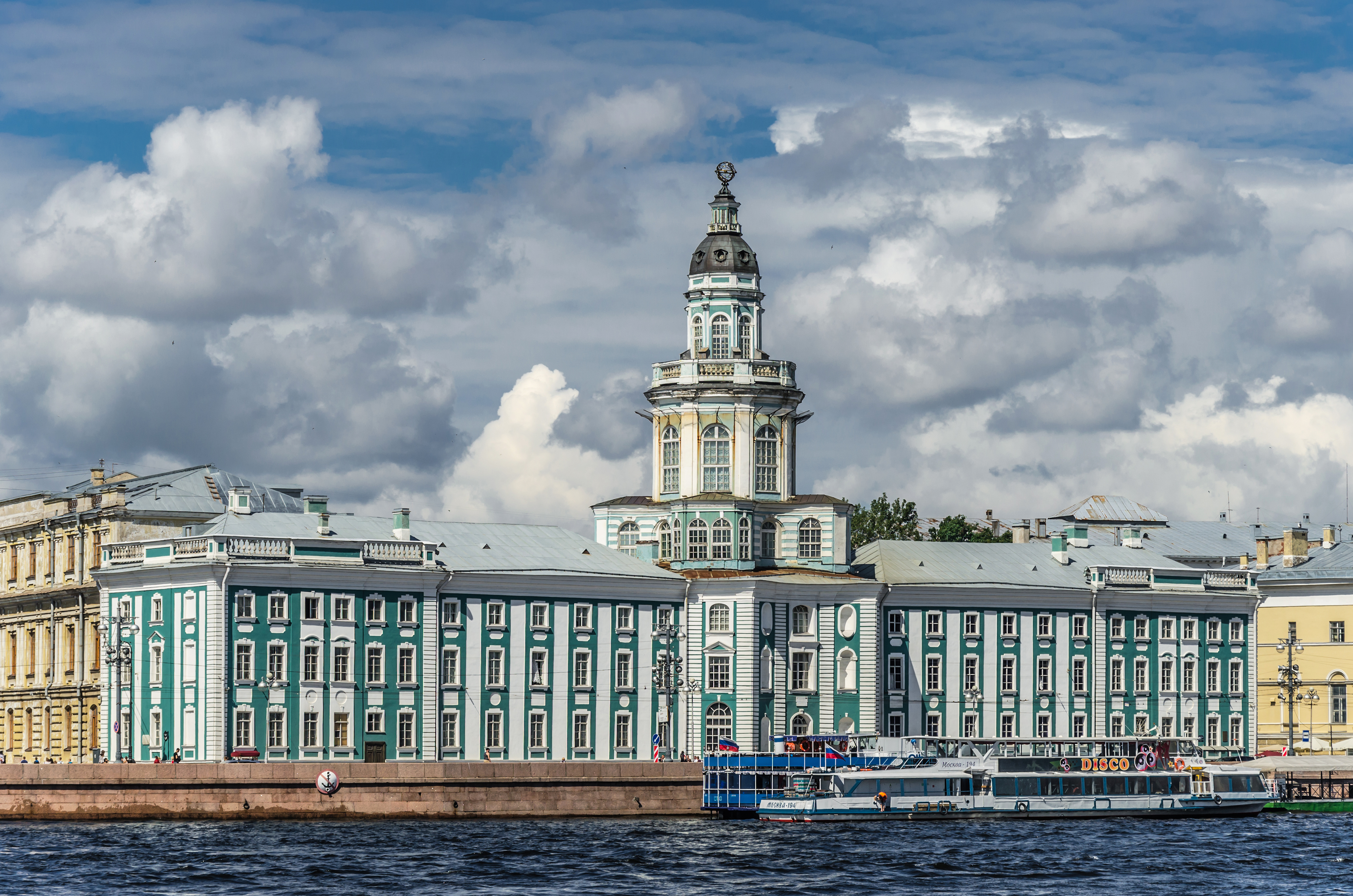
Muzeum Kunstkamera

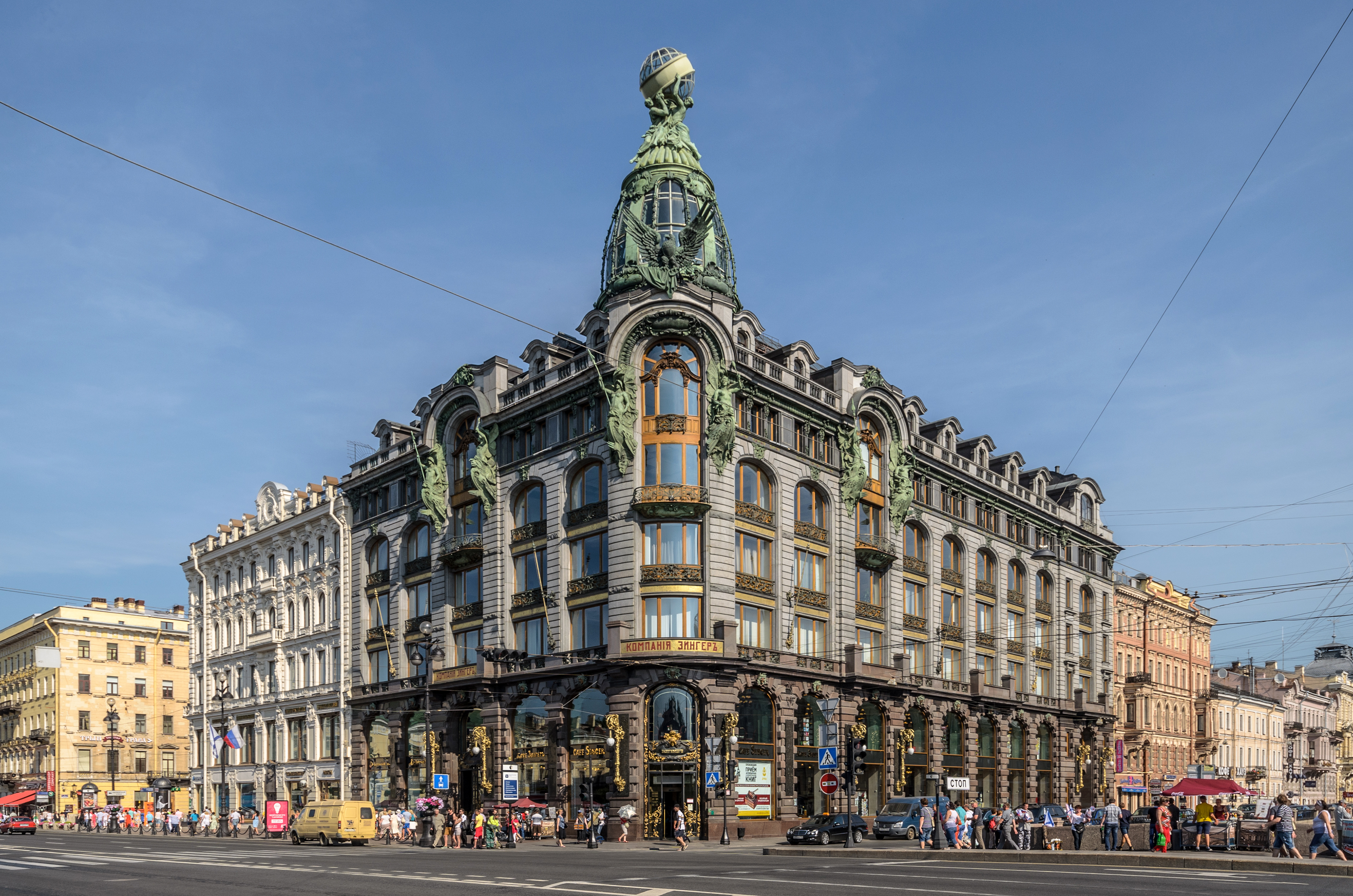
Dům knihy (Singer), dnes sídlo VKontakte

- Admiralita (ul. Admiralitějskaja naběrežnaja) – původně tam byly od roku 1704 loděnice založené Petrem I. Velikým, v téže době vznikla dřevěná budova Admiralitního kolegia. Ve 20. a 30. letech 18. století byla budova vyzděna. Mezi roky 1806–1823 byla přestavěna Andrejem Zacharovem.
- Zimní palác (ul. Dvorcovaja naběrežnaja) – barokní budova byla vystavěna v letech 1754–1762 dle návrhu architekta Bartolomea Rastrelliho. Palác má 1 500 místností. Do roku 1917 sloužil jako carská residence. Od roku 1922 se stal součástí muzea Ermitáž.
- Muzeum Ermitáž (Dvorcovaja ploščaď) – se skládá z pěti budov, první je Zimní palác, další je Malá Ermitáž (postavena v letech 1764–1775 pro sbírku obrazů, koupených Kateřinou II. Velikou v roce 1764), Stará (Velká) Ermitáž (postavena v letech 1771–1781), Nová Ermitáž (postavena v letech 1839–1851, vstup dekoruje portikus s atlanty z granitu) a divadlo Ermitáž (postaveno v letech 1783–1789 na místě zimního paláce cara Petra I. Velikého, který tam i zemřel, z tohoto paláce se zachovalo několik místností).
- Budova generálního štábu (Dvorcovaja ploščaď) – klasicistní budova podle návrhu Carla Rossiho z roku 1827 má 300 metrů dlouhou, do oblouku formovanou fasádu s triumfálním obloukem korunovaným vozem vítězství, symbolem ruského vítězství nad Napoleonem I.
- Aničkův palác (Něvskij prospekt č. 39) – postaven ve 40. a 50. letech 18. století pro hraběte Alexeje Grigorjeviče Razumovského. V roce 1794 se stal palác sídlem carské kanceláře (kabinet). V roce 1816 začal palác sloužit jako rezidence velkoknížete Mikuláše Pavloviče (pozdějšího cara Mikuláše I. Pavloviče). Architekt Carlo Rossi palác upravil a rekonstruoval zahradu. Podél západní strany zahrady umístil dva empírové pavilony se sochami starých ruských válečníků.
- Beloselsky-Belozersky palác (Něvskij prospekt č. 41) – klasicistní budova postavená na sklonku 40. let 19. století.
- Jusupovský palác (ul. Naběrežnaja reki Mojki č. 94) – klasicistní budova postavená v 70. letech 18. století pro hraběte Šuvalova, v roce 1830 ho získal knížecí rod Jusupovů. Palác proslul svým divadlem. Dne 17. prosince 1916 tam byl zavražděn Grigorij Jefimovič Rasputin.
- Kunstkamera (ul. Universitětskaja naběrežnaja č. 3) – první ruské muzeum založené carem Petrem I. Velikým v 10. letech 18. století, budova postavena v letech 1718–1734, dnes muzeum přírodních věd. Expozice je rozdělená do několika částí: Indie, Afrika, Čína, Japonsko, Blízký východ a Severní Amerika. Jedna hala je také věnovaná výstavě deformovaných embryí, dětí a zvířat.
- Mariinský palác (Isaakijevskaja ploščaď) – klasicistní budova postavená v letech 1839–1840 podle návrhu architekta Andreje Stackenschneidera pro velkokněžnu Marii Nikolajevnu (dceru cara Mikuláše I.). V 80. letech 19. století změněna na sídlo Státní rady. Dnes tam sídlí petrohradská duma.
- Menšikovův palác (ul. Universitětskaja naběrežnaja č. 15) – první zděná stavba v Petrohradě, palác je známý svými unikátními interiéry.
- Michajlovský palác – klasicistní budova vzniklá v letech 1819–1825 dle návrhu architekta Carla Rossiho pro velkoknížete Michajla Pavloviče (mladšího syna cara Pavla I.). K budově přiléhá park. Roku 1894 byl palác předán Ruskému muzeu.
- Michajlovský (Inženýrský) zámek (Sadovaja ulica č. 2) – rezidence cara Pavla I. stojí na místě staršího letního paláce carevny Alžběty Petrovny. Zámek byl navržen Vincencem Brennem v roce 1796. Roku 1801 se do něj car Pavel I. s rodinou nastěhoval a byl tam zanedlouho ve své ložnici zavražděn. Roku 1820 byl zámek předán do užívání Inženýrské škole, kterou navštěvoval například Fjodor Michajlovič Dostojevskij, Ivan Michajlovič Sečenov nebo hrabě Eduard Totleben.
- Městská duma s hodinovou věží (Něvskij prospekt č. 33/1).
- Mramorový palác (Millijonnaja ulica č. 5/1) – palác, postavený na příkaz Kateřiny II. Veliké pro jejího favorita Grigorije Orlova dle návrhu Antonia Rinaldiho. Název odvozen od mramorových fasád. Hlavní schodiště a mramorová hala zůstaly od dob Kateřiny II. nezměněny.
- Palác Kikin (Stavropolskaja ulica č. 9) – palác, vystavěný v letech 1714–1720 pro Alexandra Kikina, v letech 1719–1727 tam byly sbírky a knihovna cara Petra I.
- Smolný palác (ul. Smolnyj projezd č. 1) – postaven v letech 1806–1808, v roce 1917 tam byla rezidence Sovětu dělníků a vojáků, bydlel tam i Vladimir Iljič Lenin, dnes je tam petrohradská radnice.
- Stroganovský palác (Něvskij prospekt č. 17) – postaven uprostřed 18. století dle návrhu Bartolomea Rastrelliho pro barona Sergeje Stroganova.
- Šeremetěvův palác (ul. Naběrežnaja reki Fontanki č. 34) – palác vojevůdce hraběte Borise Šeremetěva.
- Tauridský palác (Špalernaja ulica č. 47) – postavený v letech 1782–1790 na příkaz carevny Kateřiny II. pro jejího favorita Grigorije Potěmkina, u paláce je velký park (okolo 30 hektarů). V letech 1906–1917 v paláci zasedala Státní imperiální duma

### Divadla
- Alexandřino divadlo (Ploščaď Ostrovskogo) – zbudováno za cara Mikuláše I., ve své době jedno z největších a technicky nejpropracovanějších divadel v Evropě.
- Mariinské divadlo (Těatralnaja ploščaď) – postaveno v letech 1859–1860, pojmenováno po Marii Alexandrovně, manželce cara Alexandra II.
- Michajlovské divadlo (Ploščaď Iskusstv) – budova postavena v letech 1833–1835, v letech 1859–1860 přestavěna. Před rokem 1917 divadlo patřilo k carskému dvoru.

### Monumenty

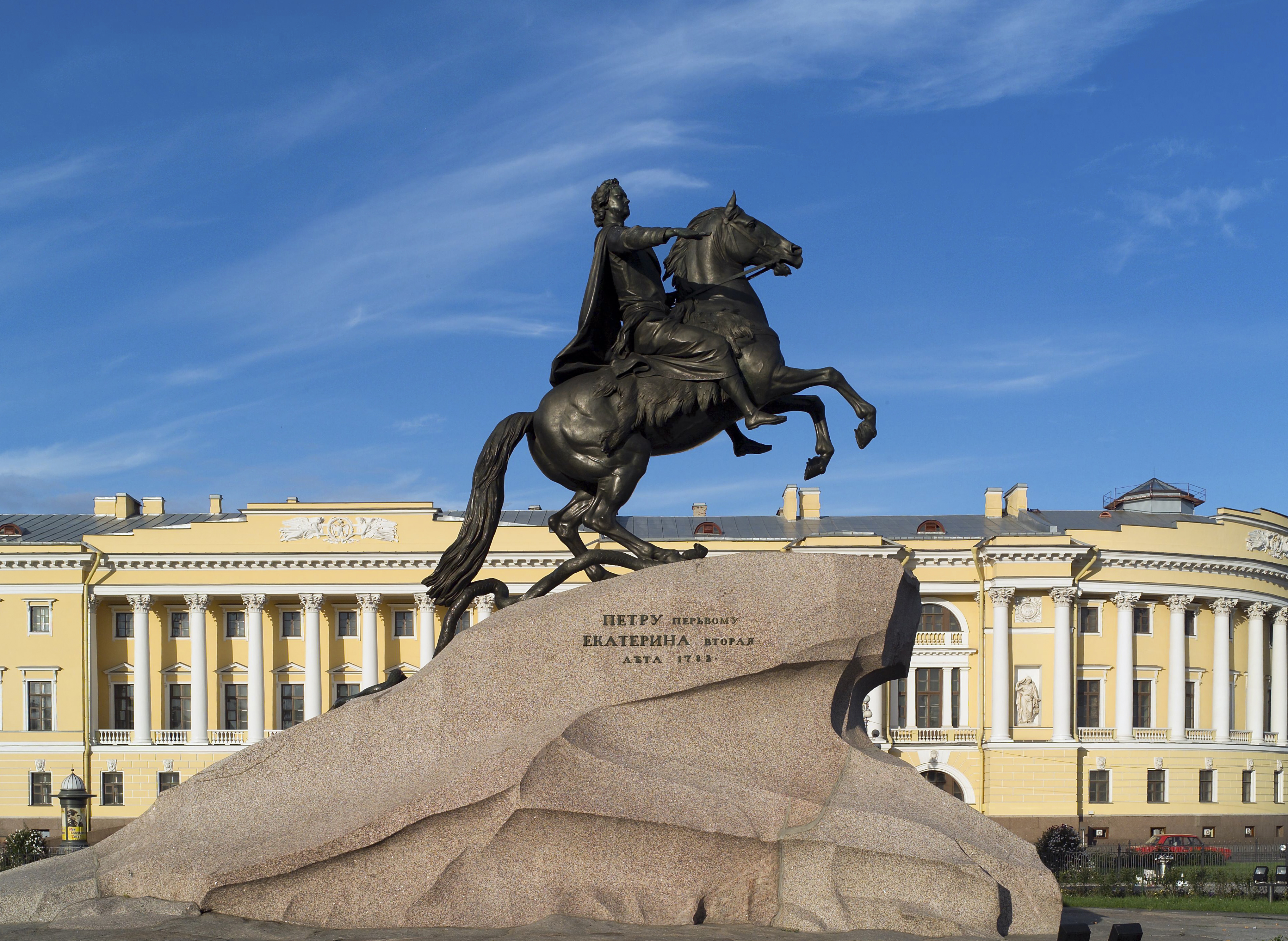
Monument Petra Velikého

- Alexandrův sloup (Dvorcovaja ploščaď) – postaven v letech 1829–1834 dle návrhu architekta Auguste de Montferranda na příkaz cara Mikuláše I. jako monument cara Alexandra I. Výška celé památky je 47,5 m, samotný sloup z leštěného granitu je vysoký 25,5 m. Sloup je ukončen 6 m vysokou bronzovou sochou anděla.
- Socha cara Petra I. Velikého (ul. Klenovaja Aleja) – monument odlitý v pol. 18. století dle modelu Bartolomea Rastrelliho z roku 1716.

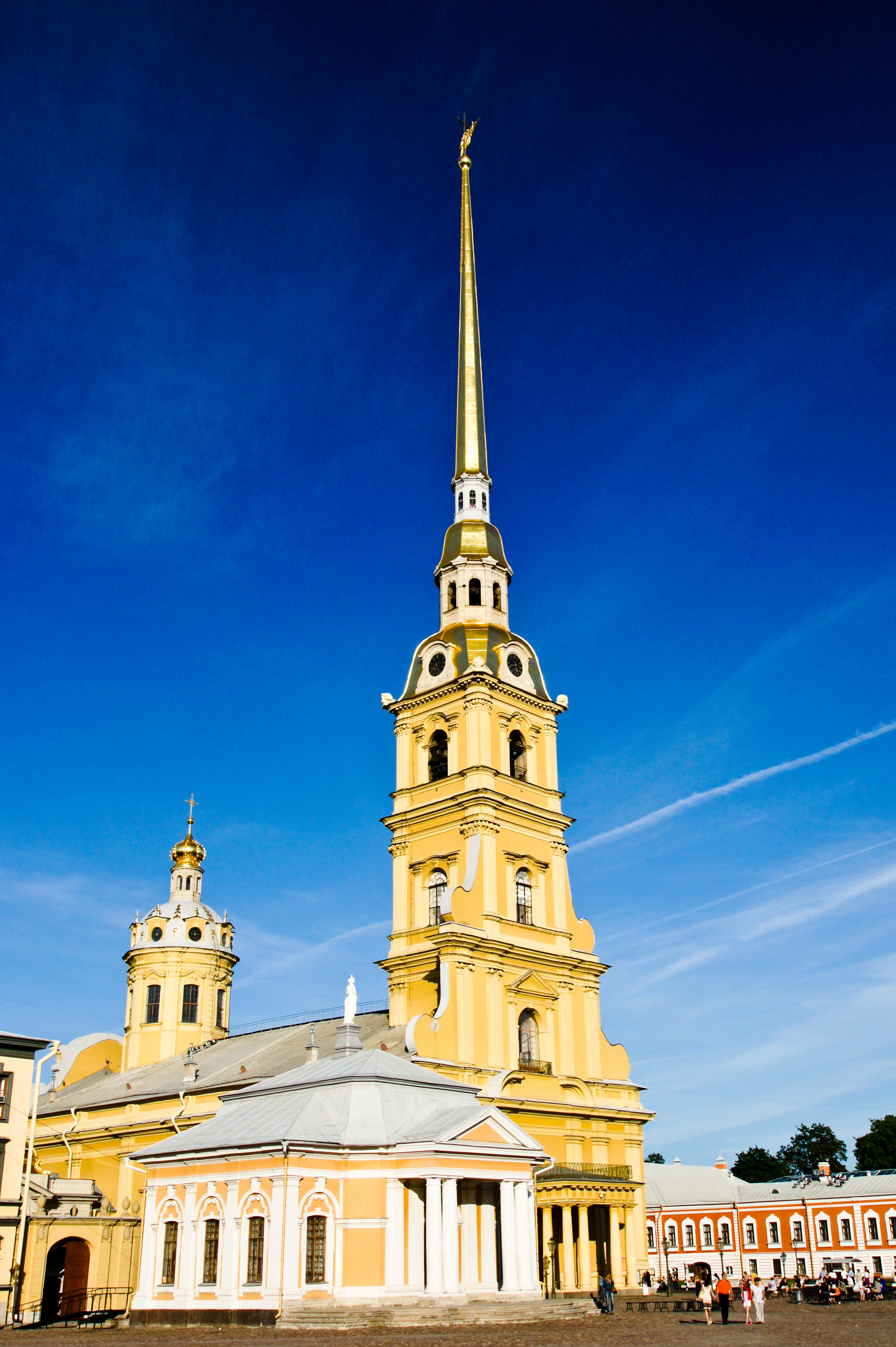
Chrám sv. Petra a Pavla v Petropavlovské pevnosti s nejvyšší pravoslavnou věží na světě

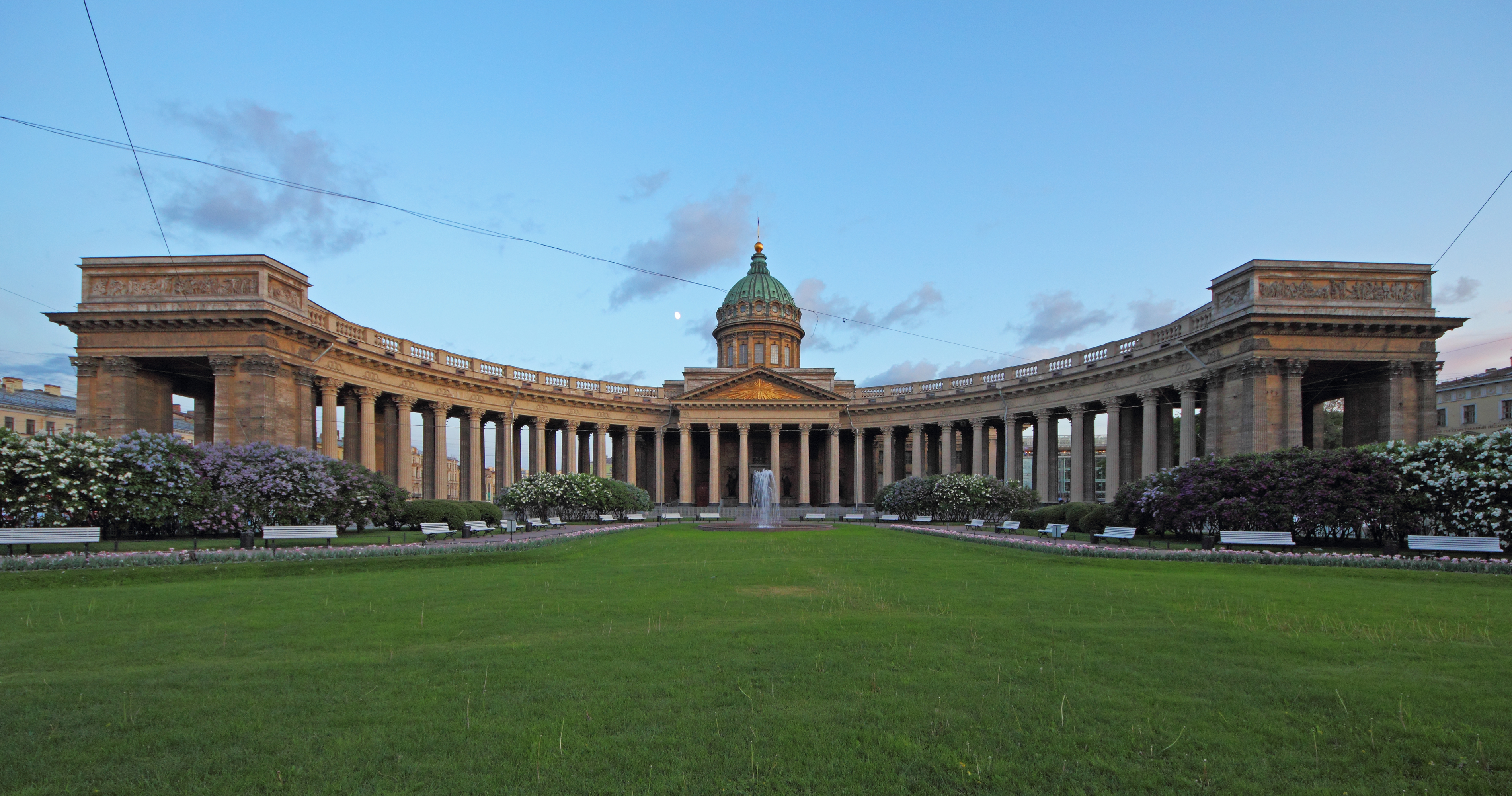
Kazaňská katedrála

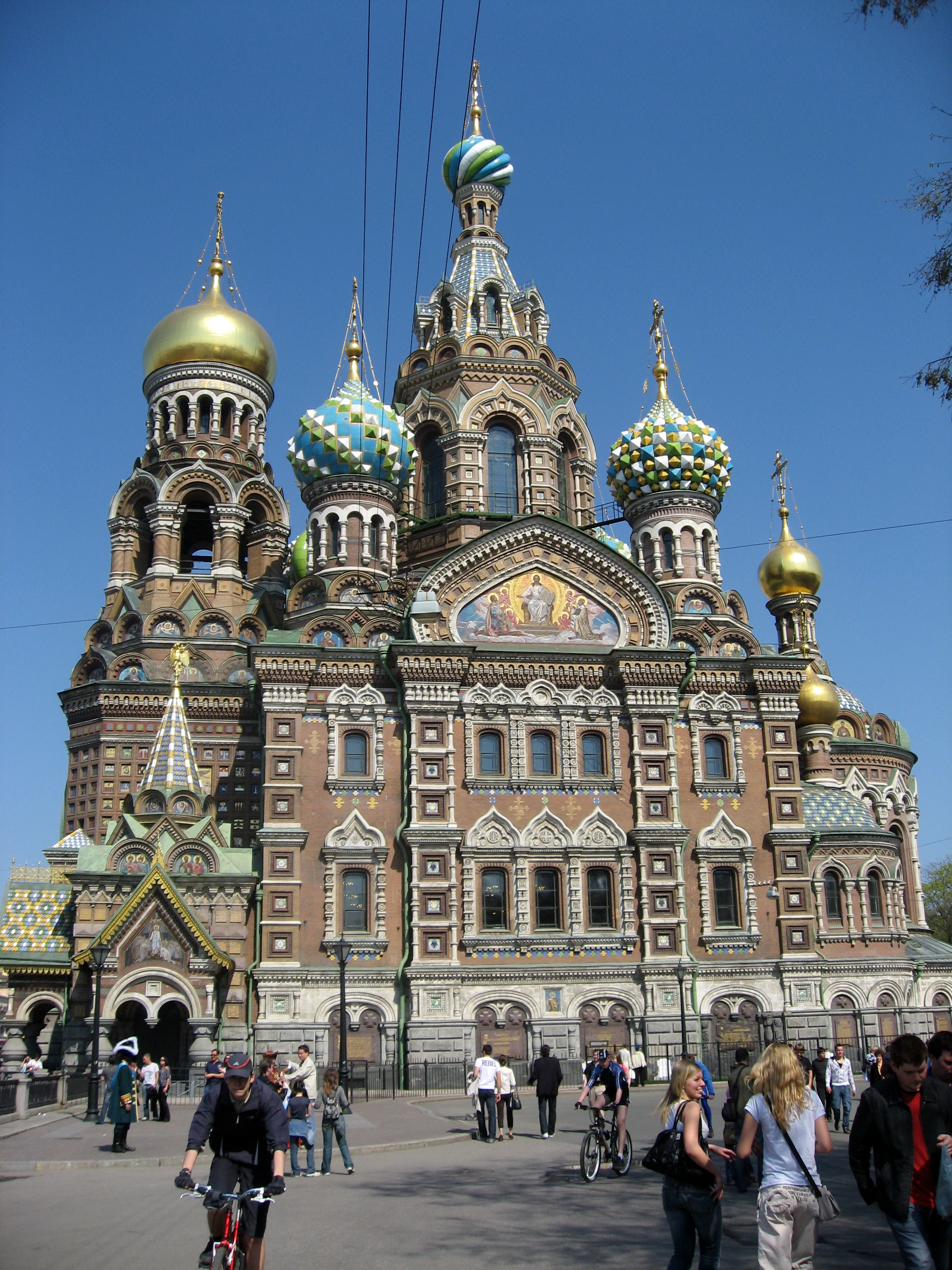
Chrám Vzkříšení Ježíše Krista

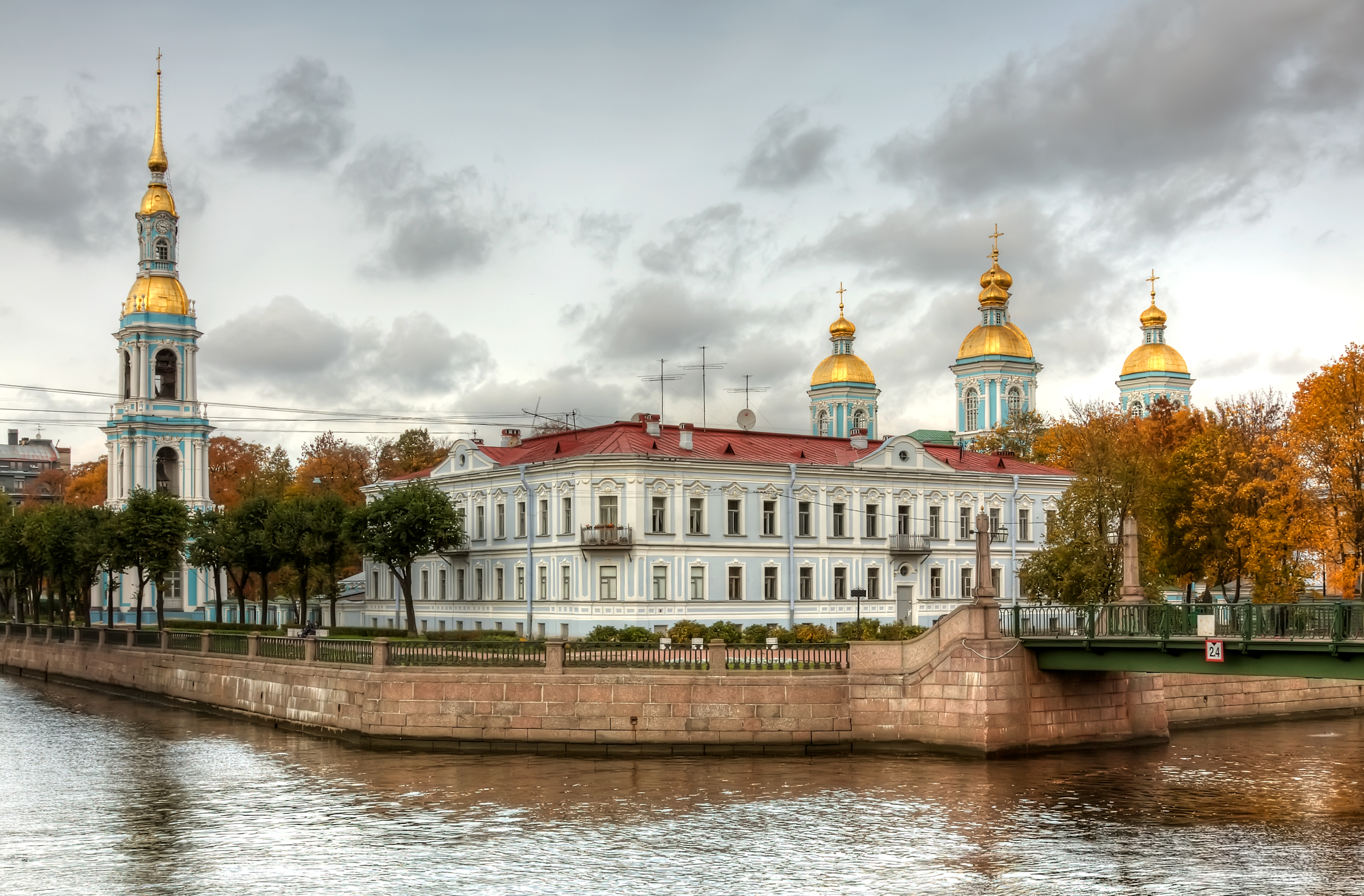
Katedrála svatého Mikuláše

- Socha cara Mikuláše I. (Isaakijevskaja ploščaď) – navržen sochařem Peterem Klodtem a architektem Augustem de Montferrand, odhalen roku 1859.
- Socha cara Petra I. Velikého (Měděný jezdec) (Senatskaja ploščaď) – objednán carevnou Kateřinou II. Velikou u sochaře Etienna Maurice Falconeta, dílo vzniklo v letech 1766–1782.

### Kostely a kláštery
- Katedrála svatého Petra a Pavla (Petropavlovskaja Kreposť č. 7) – první kamenný kostel v Petrohradu, byl postaven v letech 1712–1733 podle návrhu architekta Domenica Trezziniho. Věž s pozlacenou střechou se tyčí do výše 122,5 m[10] a je nejvyšší pravoslavnou zvonicí na světě. Jsou tam pohřbeni významní ruští panovníci od Petra I. po Mikuláše II.
- Katedrála svatého Izáka (Isaakijevskaja ploščaď) – zasvěcena svatému Izákovi Dalmatskému, první kostel tam nechal vystavět car Petr I. Veliký roku 1707. Současný kostel vznikl dle návrhu a pod dohledem architekta Auguste de Montferranda mezi roky 1818–1858. Kostel přišel na více než 23 milionů stříbrných rublů.
- Kazaňská katedrála (Něvskij Prospekt č. 25) – klasicistní stavba s kopulí, uvnitř se sloupy z leštěného granitu s bronzovými hlavicemi. Původní kostel byl založen roku 1733 carevnou Annou Ivanovnou a vysvěcen roku 1737. Je tam umístěna kopie ikony Matky Boží Kazaňské z 18. století. Roku 1762 tam byla korunována carevnou Kateřina II. Veliká. V 90. letech 18. století byl nahrazen novou stavbou dle návrhu Andreje Voronichina. Byla vysvěcena roku 1811. V roce 1813 tam byl pohřben vojevůdce Michail Illarionovič Kutuzov.
- Katedrála Vzkříšení Ježíše Krista (ul. Naběrežnaja kanala Gribojedova č. 2a) – založena na místě atentátu, kde byl v roce 1881 zabit car Alexandr II. Postaven v 16. a 17. století dle návrhu architekta Alfreda Parlanda. Výška je 81 m a je korunována devíti kopulemi, čtyřmi pozlacenými a pět je pokryto ušlechtilým smaltem. Fasádu pokrývají majolikové destičky a mozaikové panely.
- Katedrála svatého Mikuláše (Nikolskaja ploščaď) – založena v roce 1753, návrh architekta Savy Čevakinského, sestává z horního a dolního kostela. Od roku 1900 je jedním z hlavních kostelů petrohradských námořníků, je pod jejich správou.
- Přeobraženská katedrála (Preobraženskaja ploščaď) – vznikla v oblasti ubytování Přeobraženského gardového pluku a příbuzných Petra I. Tímto plukem byla carevna Alžběta Petrovna roku 1741 provolána carevnou, na počest této události tam roku 1743 založila kostel. Vysvěcen byl roku 1754. V roce 1825 vyhořel, rekonstruován byl dle návrhu Vasilije Stasova. Později byl kolem katedrály vytvořen plot z tureckých děl ukořistěných během osmé rusko-turecké války roku 1828.
- Arménský kostel (Něvskij Prospekt č. 40–42) – klasicistní stavba postavená v letech 1771–1779.
- Kostel Ikony Matky Boží Vladimirské (Vladimirskij Prospekt) – klasicistní stavba postavená v letech 1761–1769, skládá se z horního a dolního kostela. V horním kostele najdeme ikonostas navržený Bartolomeem Rastrellim. Zvonice postavena roku 1786.
- Kostel svaté Kateřiny (Katolický) (Něvskij Prospekt č. 32–34) – klasicistní stavba postavená v 60. letech 18. století, vysvěcena roku 1782.
- Kostel svatého Pantaleona (ul. Solianovy Pereulok č. 17): – barokní, založen carem Petrem I. v roce 1721 na památku námořních vítězství u Gangutu a Grenhamu (1714 a 1720), přestavěn v letech 1735–1739.
- Kostel svatého Petra a Pavla (Luteránský) (Něvskij Prospekt č. 22–24) – klasicistní stavba založena roku 1727 a ve 30. letech 19. století rekonstruována.
- Klášter Alexandra Něvského (Ploščaď Alexandra Něvskego) – první klášter v Petrohradě, byl založen Petrem I. Roku 1724 tam byl pohřben svatý kníže Alexandr Něvský, jehož ostatky byly přeneseny z Vladimira. Návrh Domenico Trezzini. Součástí je kostel Zvěstování z let 1717–1722, kde je pohřben i vojevůdce Alexandr Vasiljevič Suvorov, a dále katedrála Nejsvětější Trojice z let 1776–1790, zřízená na místě staršího kostela dle návrhu Ivana Starova, právě v ní jsou uloženy ostatky Alexandra Něvského.
- Smolný klášter (Ploščaď Rastrelli č. 3/1) – barokní komplex navržený architektem Bartolomeem Rastrellim, založen carevnou Alžbětou Petrovnou v roce 1744. Roku 1748 byla dokončena katedrála Zmrtvýchvstání Ježíše Krista, v 50. a 60. letech 18. století postaven klášter.
  - Kolomjažská mešita na severu města pro tisíc věřících byla otevřena 16. července 2009. Součástí komplexu je dvoupodlažní kancelářská budova.

### Ostatní

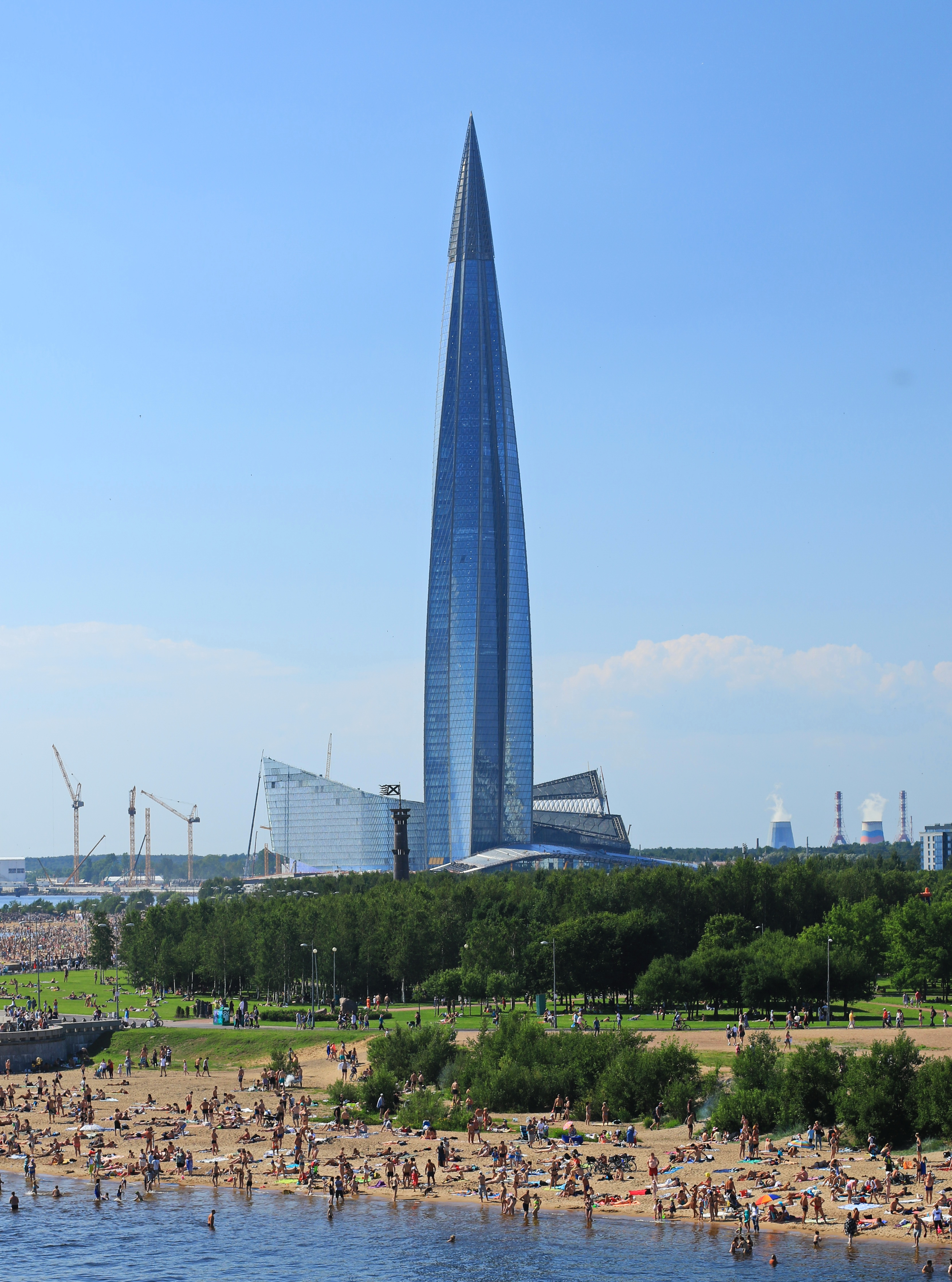
Lachta Centr, nejvyšší mrakodrap Ruska i Evropy

- Dům knihy (Singer) (Něvskij Prospekt č. 28) – budova vystavěna na přelomu 19. a 20. století pro americkou společnost Singer dle návrhu architekta Pavla Suroza. Po roce 1917 tam bylo otevřeno největší knihkupectví ve městě.
- Gostinij dvor (Něvskij Prospekt č. 35) – původně dřevěné prodejní krámy, nahrazované od 50. letech 18. století zděnými galeriemi, dokončeny roku 1785.
- Martovo pole – rozlehlé náměstí vytvořené carem Petrem I. na místě bažinaté doliny. Po Únorové revoluci z roku 1917 tam byl založen hřbitov pro oběti této revoluce (památník).
- Nové Holandsko (ul. Naběrežnaja Krjukova) – umělý ostrov vytvořený za vlády cara Petra I. Velikého. V letech 1756–1780 byl přestavěn podle vzoru římské architektury.
- Letní sad a Letní palác Petra I. Velikého – první zahrada evropského typu v Rusku. Založena roku 1704 jako část letního sídla cara Petra I. Velikého. Rozloha ostrova 11 ha. V jihozápadní rohu postaven jednopatrový letní palác v holandském stylu. Zahrada osazena sochami většinou italské provenience. V 70. letech 18. století ze strany od Něvy postavena zeď s 36 granitovými pilíři spojenými litinovou mříží od tulských řemeslníků. Ve 20. letech 19. století postavena čajovna a kavárna atd. Je tam řada kašen.
- Molo se sfingami (ul. Universitětskaja Naběrežnaja č. 3) – stavba z let 1832–1834 se dvěma originálními egyptskými sfingami z doby vlády faraona Amenhotepa III.
- Strelka Vasilevského ostrova – tam se dělí Něva na Malou a Velkou Něvu. V letech 1805–1810 tam byla postavena budova burzy dle návrhu Jeana Francoise Thomase de Thomona. Tehdy vznikla i polokruhová oblast s přístavním molem, jejíž součástí jsou i dva Rostrální sloupy, ty sloužily jako majáky. Nalézají se tam alegorie ruských řek (Volha, Dněpr, Vlochov a Něva).
- Od roku 2003 stojí ve městě socha Švejka (postavy z díla Jaroslava Haška – Osudy dobrého vojáka Švejka za světové války).[11]
- Lachta Centr, nejvyšší mrakodrap Evropy a sídlo firmy Gazprom

Zdroj: Lobanova T. Saint Petersburg and its Environs: One-day Pedestrian Routes, Sankt-Peterburg: Novator, P-2 Art Publishers 2013.

### Mosty

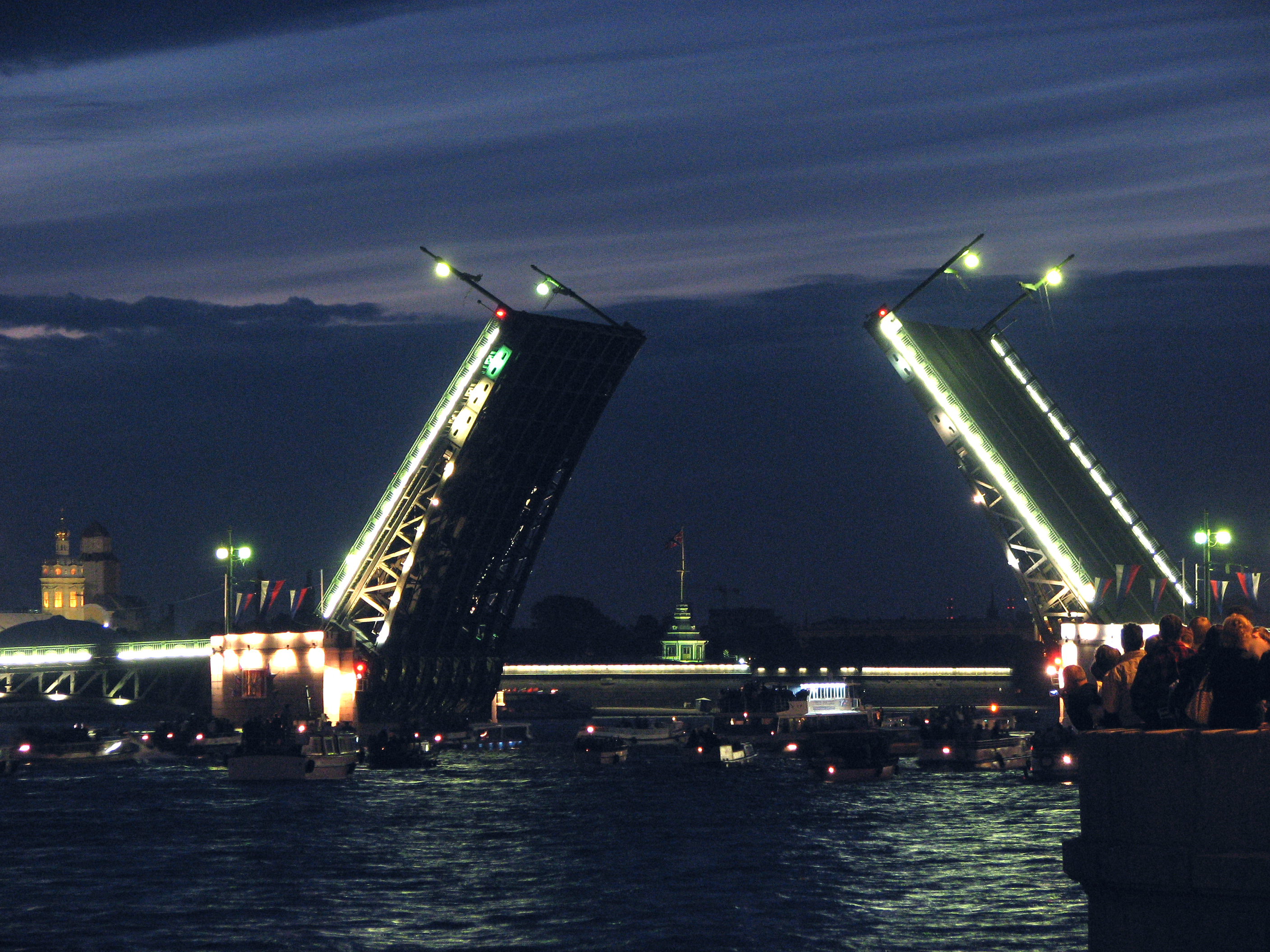
Dvorcový most

Petr Veliký navrhoval město jako další Amsterdam a Benátky s kanály namísto ulic. V současné době existuje v Petrohradu 342 mostů přes různé kanály a řeky, z toho 22 je zvedacích. Ty se každou noc (od dubna do listopadu) na několik hodin zvedají, aby mohly lodě proplout z Baltského moře do Volgo-Baltského vodního systému a zpět. Díky složité síti kanálů se Petrohradu často přezdívá „Benátky severu“.
První trvalý most přes Něvu, Blagoveščenský most, byl otevřen roku 1850, dříve byly povoleny jen pontonové mosty. Skoro 100 m široký „Modrý most“ přes řeku Mojku je (podle některých zdrojů) nejširší na světě. Nejdelší je most „Bolšoj Obuchovskij“, měří 2824 m. K dalším známým mostům patří: „Dvorcový (Palácový) most“, „Trojický Most“, „Most Alexandra Něvského“, „Bolšeochtinský most (Most Petra Velikého)“, „Bankovskij most“, „Aničkov most“, „Most Lomonosov“, „Egyptský most“ a „Most čtyř lvů“.

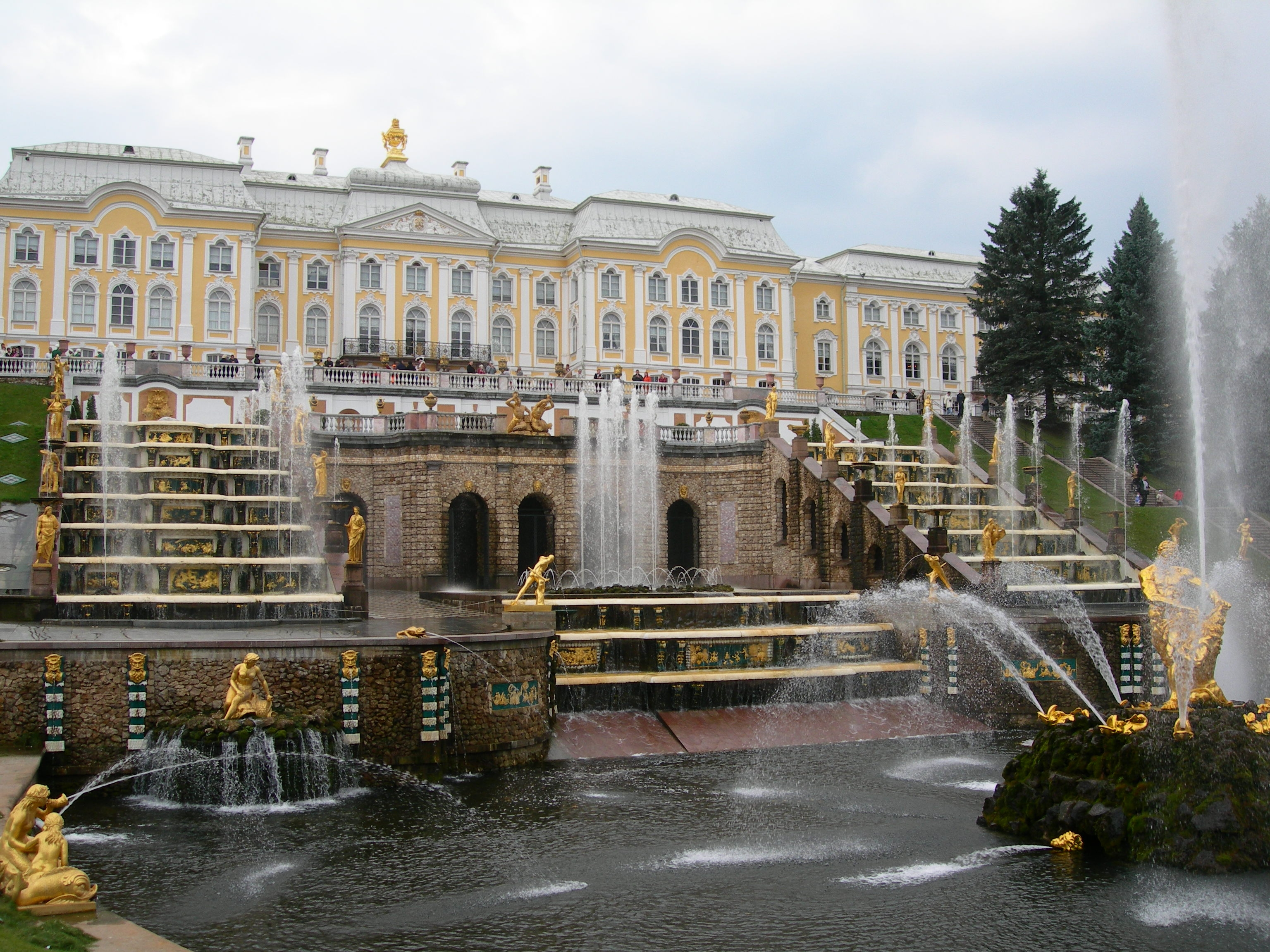
Velká kaskáda v paláci Petěrgof

### Okolí města
Z Petrohradu je snadno dostupný slavný Petěrhof, proslulý svým palácovým a parkovým komplexem, a další místa s bývalými rezidencemi ruských carů, např. Carské Selo (město Puškin), Pavlovsk či Lomonosov; pozoruhodná je také ostrovní pevnost Kronštadt.

## Sport

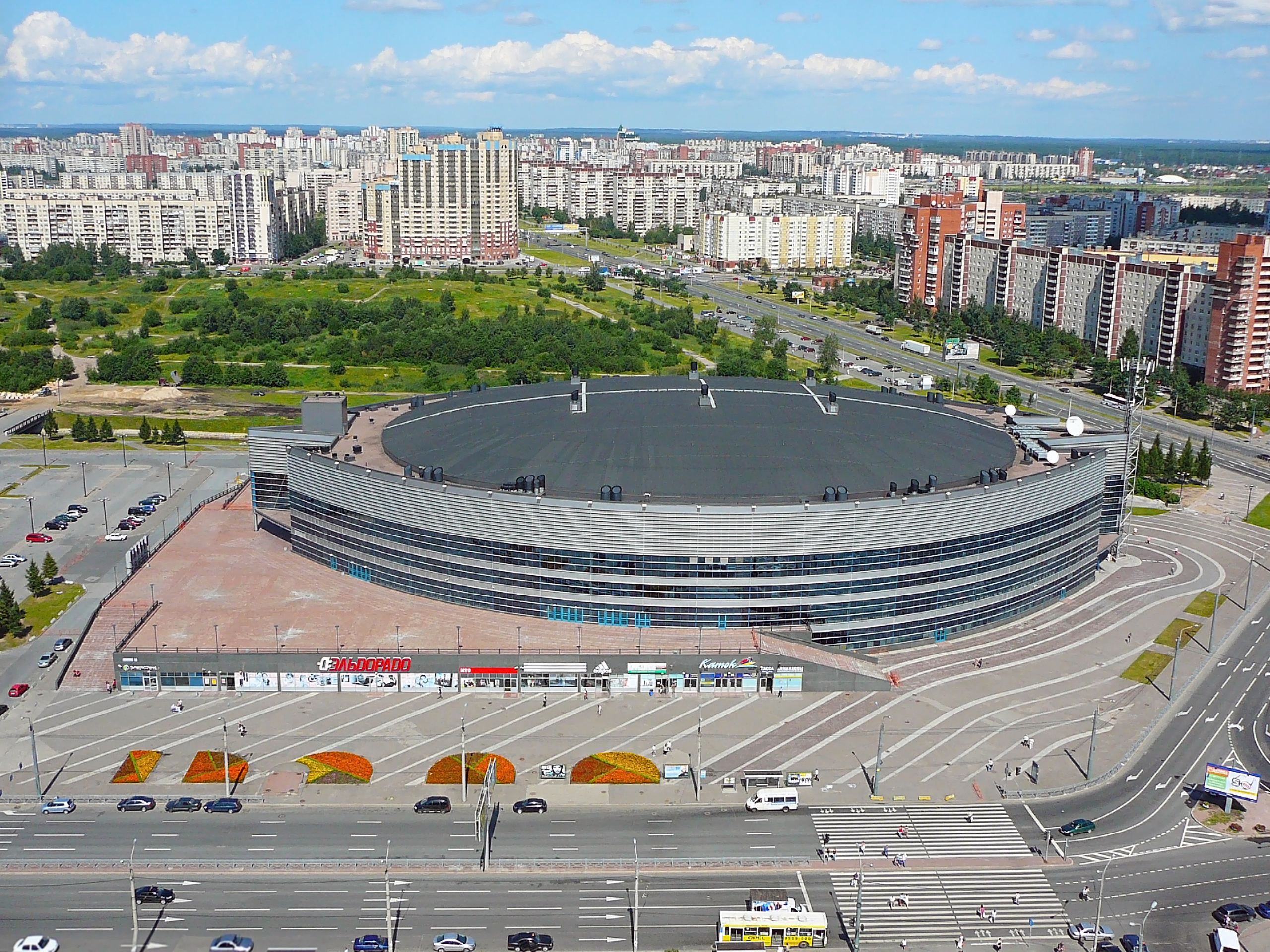
Arena Ledovyj dvorec hokejové SKA Petrohrad

Ve městě působí přední fotbalový klub Zenit, dvojnásobný vítěz ruské ligy, který v sezóně 2007/08 vyhrál také Pohár UEFA. V ledním hokeji reprezentuje město SKA Petrohrad, účastník KHL, v němž dříve působil český trenér Miloš Říha. Od roku 1995 se v petrohradském Sportovním a koncertním komplexu pořádá halový tenisový turnaj kategorie ATP World Tour 250 St. Petersburg Open.
V roce 1980 se, v tehdejším Leningradu, odehrála část fotbalového turnaje v rámci LOH. O čtrnáct let později bylo město pořadatelem her dobré vůle. V současnosti vyrůstá na Krestovském ostrově stadion, pro spolupořádání Mistrovství světa ve fotbale 2018.

## Obyvatelstvo
Vývoj počtu obyvatel Petrohradu 1725–2019

Vývoj počtu obyvatel

| Rok  | Obyvatelstvo |
| ---- | ------------ |
| 1725 | 75 000       |
| 1750 | 150 000      |
| 1800 | 300 000      |
| 1846 | 336 000      |
| 1852 | 485 000      |
| 1858 | 520 100      |
| 1867 | 667 000      |
| 1873 | 842 900      |
| 1881 | 876 600      |
| 1886 | 928 600      |
| 1891 | 1 035 400    |
| 1897 | 1 264 900    |
| 1901 | 1 439 400    |
| 1908 | 1 678 000    |
| 1910 | 1 962 000    |

| Rok            | Obyvatelstvo |
| -------------- | ------------ |
| 1915           | 2 318 600    |
| 1920           | 722 000      |
| 1926           | 1 616 100    |
| 1936           | 2 739 800    |
| 1939           | 3 191 300    |
| 1944           | 2 559 000    |
| 15. ledna 1959 | 2 888 000    |
| 15. ledna 1970 | 3 512 974    |
| 17. ledna 1979 | 4 072 528    |
| 2. března 1988 | 5 000 000    |
| 12. ledna 1989 | 4 990 749    |
| 1. ledna 2002  | 4 661 219    |
| 1. ledna 2008  | 4 568 047    |
| 1. ledna 2013  | 5 028 000    |
| 1. ledna 2019  | 5 383 968    |

### Národnostní složení
Skupiny, které se podílely na etnickém složení alespoň desetinou procenta, byly při sčítání v roce 2002 následující: Rusové 84,72 %; Ukrajinci 1,87 %; Bělorusové 1,17 %; Židé 0,78 %; Tataři 0,76 %; Arméni 0,41 %; Ázerbájdžánci 0,36 %; Gruzíni 0,22 %; Čuvaši 0,13 %; Poláci 0,10 %. V průběhu 20. století přišel Petrohrad především o německou a polskou menšinu, které v roce 1897 tvořily 4,01 %, resp. 2,9 %. Tehdy tam žilo také více v oblasti původních Finů a Estonců.

### Rozšíření HIV
V roce 2012 bylo evidováno v Petrohradu (5,5%) HIV pozitivních, což je druhé nejvyšší procento v Evropě hned po Moskvě (6% obyvatel). 
Nejhorší situace v Rusku je v Jekatěrinburgu (zde je nakažený každý 50. obyvatel), což představuje cca 2 000 lidí na 100 000 obyvatel. 

## Doprava

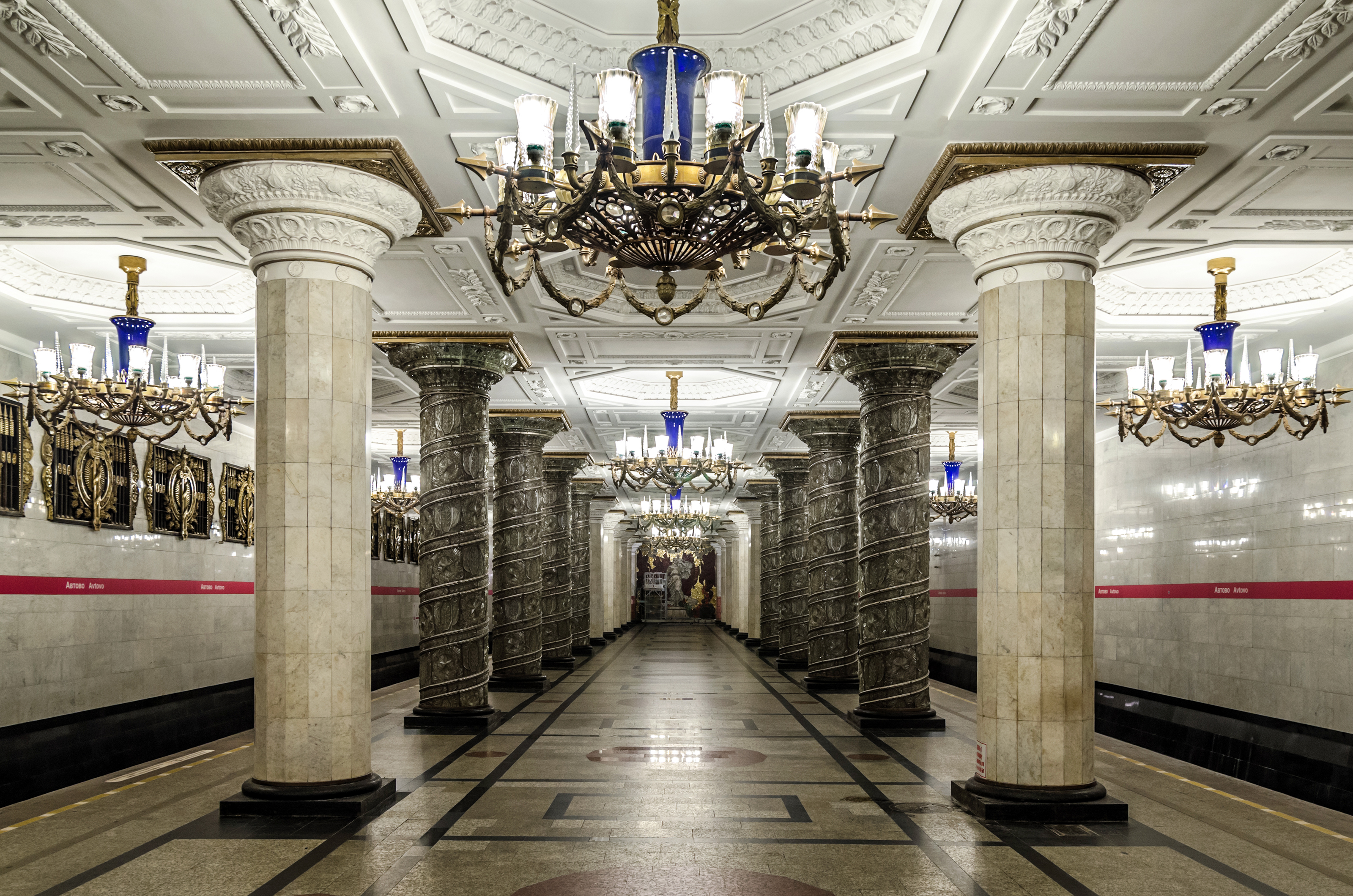
Metro v Petrohradu, stanice Avtovo

Petrohrad má rozsáhlý systém veřejné dopravy, který zahrnuje tramvaje, autobusy, metro či množství říčních služeb, které přepravují cestující po celém městě. Petrohradské metro má pět linek a přepraví 2,5 milionu cestujících denně, některé stanice jsou bohatě zdobené mramorem a bronzem.
S Moskvou a Helsinkami spojuje Petrohrad vysokorychlostní železnice, vlaky na ní dosahují rychlosti až 250 km/h. Mezinárodní letiště Pulkovo obsluhuje většinu letecké dopravy města.

## Federální město Sankt-Petěrburg

Územněsprávní dělení Petrohradu

Vedle Moskvy je Petrohrad druhým federálním městem Ruska; je tedy samostatným a samosprávným federálním subjektem, který nenáleží do okolní Leningradské oblasti, jejíž administrativa v Petrohradu sídlí. Město je také sídlem Severozápadního federálního okruhu.
V současných hranicích Petrohradu se nacházejí také dříve samostatná sídla a ostrovní město Kronštadt. Město je rozděleno na 18 rajónů (jejich počet se často měnil; do r. 2005, kdy zanikl Lomonosovský a Pavlovský rajón, měl Petrohrad rajónů 20, ještě dříve pak 27).
| - 1. Admiralitějský rajón - 2. Vasileostrovský rajón - 3. Vyborský rajón - 4. Kalininský rajón - 5. Kirovský rajón - 6. Kolpinský rajón - 7. Krasnogvardějský rajón - 8. Krasnoselský rajón - 9. Kronštadtský rajón | - 10. Kurortný rajón - 11. Moskevský rajón - 12. Něvský rajón - 13. Petrohradský rajón - 14. Petrodvorecký rajón - 15. Přímořský rajón - 16. Puškinský rajón - 17. Frunzenský rajón - 18. Centrální rajón |

### Gubernátoři Petrohradu
- 1996–2003 Vladimir Anatoljevič Jakovlev
- 6–10/2003 Alexandr Dmitrijevič Beglov (prozatímní)
- 2003–2011 Valentina Ivanovna Matvijenko
- 2011–2018 Georgij Sergejevič Poltavčenko
- 2018– Alexandr Dmitrijevič Beglov

## Odkazy

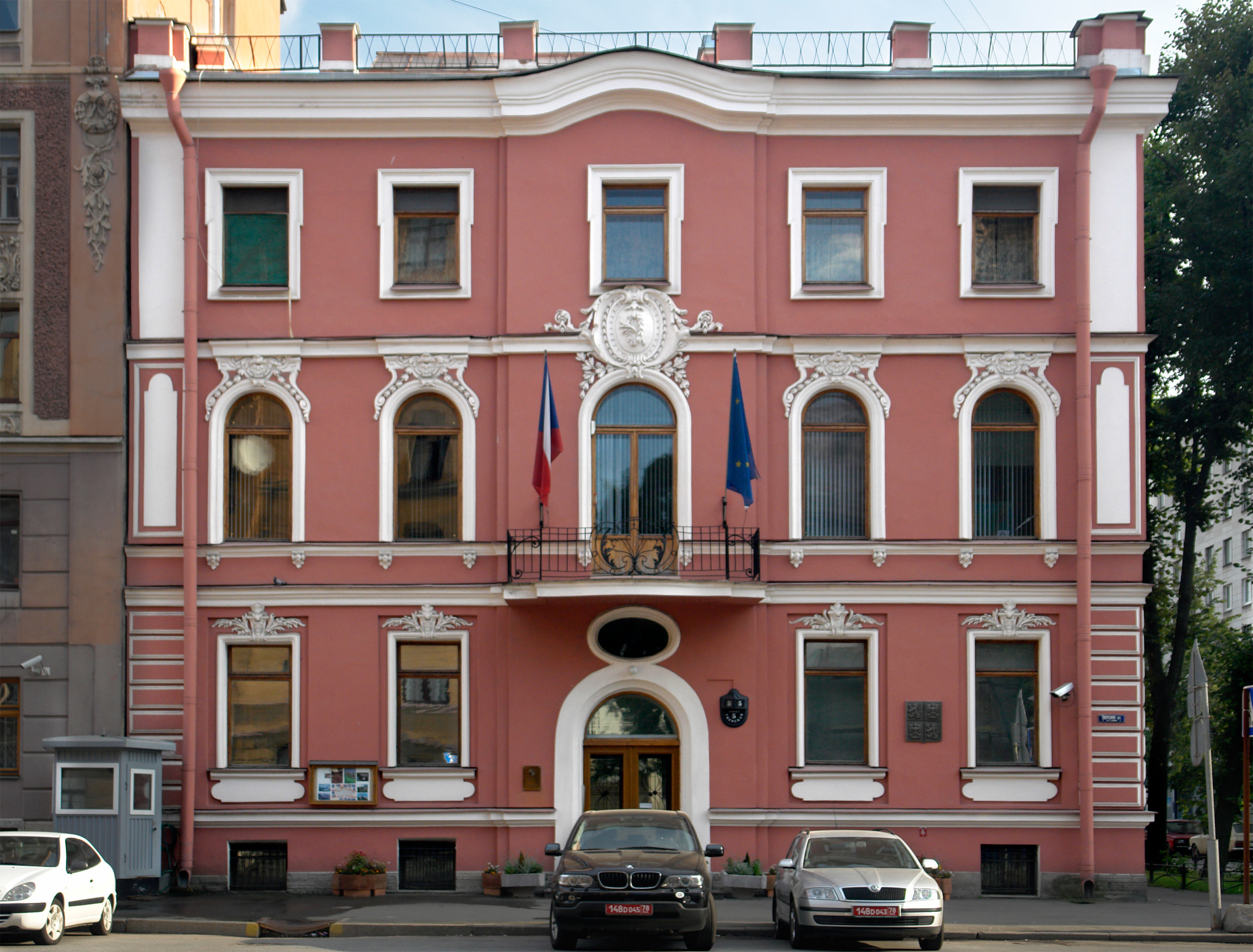
Český konzulát v Petrohradu (ul. Tverskaja 5); od února 2022 uzavřen

## Partnerská města
- Aarhus, Dánsko
- Akhisar, Turecko
- Alexandrie, Egypt
- Almaty, Kazachstán
- Antverpy, Belgie
- Astana, Kazachstán
- Baku, Ázerbájdžán
- Barcelona, Španělsko
- Bělehrad, Srbsko
- Benátky, Itálie
- Bombaj, Indie
- Bordeaux, Francie
- Daugavpils, Lotyšsko
- Debrecín, Maďarsko
- Drážďany, Německo
- Džidda, Saúdská Arábie
- Edinburgh, Spojené království
- Florencie, Itálie
- Havana, Kuba
- Ho Či Minovo Město, Vietnam
- Chartúm, Súdán
- Isfahán, Írán
- Istanbul, Turecko
- Janov, Itálie
- Jerevan, Arménie
- Kolombo, Šrí Lanka
- Košice, Slovensko
- Kotka, Finsko
- Lansing, Spojené státy americké
- Le Havre, Francie
- Los Angeles, Spojené státy americké
- Lucemburk, Lucembursko
- Lvov, Ukrajina
- Lyon, Francie
- Manchester, Spojené království
- Maribor, Slovinsko
- Melbourne, Austrálie
- Milán, Itálie
- Montevideo, Uruguay
- Nampho, Severní Korea
- Neipyijto, Myanmar
- Nice, Francie
- Ósaka, Japonsko
- Oslo, Norsko
- Oš, Kyrgyzstán
- Paříž, Francie
- Plovdiv, Bulharsko
- Porto Alegre, Brazílie
- Québec, Kanada
- Reykjavík, Island
- Riga, Lotyšsko
- Rio de Janeiro, Brazílie
- Rišon le-Cijon, Izrael
- Santiago de Cuba, Kuba
- Sevastopol, Osmanská říše
- Sofie, Bulharsko
- Soluň, Řecko
- Stockholm, Švédsko
- Šanghaj, Čína
- Štýrský Hradec, Rakousko
- Tallinn, Estonsko
- Tegu, Jižní Korea
- Turku, Finsko
- Varna, Bulharsko
- Varšava, Polsko
- Vilnius, Litva
- Záhřeb, Chorvatsko